# Filmové hvězdy neumírají v Liverpoolu
Filmové hvězdy neumírají v Liverpoolu (v anglickém originále Film Stars Don't Die in Liverpool) je britsko-americký životopisný romantický a dramatický film z roku 2017. Režie se ujal Paul McGuigan a scénáře Matt Greenhalgh. Hlavní role ztvárnili Annette Beningová a Jamie Bell, Vanessa Redgraveová, Julie Waltersová, Kenneth Cranham, Stephen Graham, Frances Barber a Leanne Best. 
Film měl celosvětovou premiéru na filmovém festivalu v Telluride 1. září 2017. Ve Spojeném království měl premiéru 16. listopadu 2017 a ve Spojených státech 29. prosince téhož roku. V České republice nebyl v kinech promítán.

## Obsazení
- Annette Bening jako Gloria Grahame
- Jamie Bell jako Peter Turner
- Vanessa Redgraveová jako Jeanne McDougall
- Julie Waltersová jako Bella Turner
- Kenneth Cranham jako Joe Turner
- Stephen Graham jako Joe Turner Jr.
- Frances Barber jako Joy
- Leanne Best jako Eileen
- Suzanne Bertish jako Fifi Oscard
- Ben Cura

## Přijetí

### Recenze
Na recenzní stránce Rotten Tomatoes získal ze 146 započtených recenzí 80 procent s průměrným ratingem 6,7 bodů z deseti. Na serveru Metacritic snímek získal z 34 recenzí 65 bodů ze sta. 

### Ocenění a nominace
| Ocenění                              | Datum ceremoniálu | Kategorie                                                 | Nominovaný                            | Výsledek  |
| ------------------------------------ | ----------------- | --------------------------------------------------------- | ------------------------------------- | --------- |
| AARP's Movies for Grownups Awards    | 5. února 2018     | nejlepší ženský herecký výkon v hlavní roli               | Annette Beningová                     | vítězství |
| AARP's Movies for Grownups Awards    | 5. února 2018     | nejlepší zamilovaný příběh                                | Filmové hvězdy neumírají v Liverpoolu | nominace  |
| British Independent Film Awards      | 10. prosince 2017 | nejlepší mužský herecký výkon v hlavní roli               | Jamie Bell                            | nominace  |
| British Independent Film Awards      | 10. prosince 2017 | nejlepší casting                                          | Debbie McWilliams                     | nominace  |
| British Independent Film Awards      | 10. prosince 2017 | nejlepší výprava                                          | Eve Stewart                           | nominace  |
| British Independent Film Awards      | 10. prosince 2017 | nejlepší ženský herecký výkon ve vedlejší roli            | Julie Waltersová                      | nominace  |
| Evening Standard British Film Awards | 8. února 2018     | nejlepší mužský herecký výkon v hlavní roli               | Jamie Bell                            | nominace  |
| Evening Standard British Film Awards | 8. února 2018     | Technické ocenění                                         | Eve Stewart                           | nominace  |
| Filmová cena Britské akademie        | 18. února 2018    | nejlepší mužský herecký výkon v hlavní roli               | Jamie Bell                            | nominace  |
| Filmová cena Britské akademie        | 18. února 2018    | nejlepší ženský herecký výkon v hlavní roli               | Annette Bening                        | nominace  |
| Filmová cena Britské akademie        | 18. února 2018    | nejlepší adaptovaný scénář                                | Matt Greenhalgh                       | nominace  |
| Guild of Music Supervisors Awards    | 8. února 2018     | nejlepší hudba pro film s rozpočtem pod 10 milionů dolarů | Ian Neil                              | nominace  |
| London Film Critics Circle           | 28. ledna 2018    | nejlepší ženský herecký výkon v hlavní roli               | Annette Beningová                     | nominace  |
| San Francisco Film Critics Circle    | 10. prosince 2017 | nejlepší ženský herecký výkon v hlavní roli               | Annette Beningová                     | nominace  |
| Women's Image Network Awards         | 6. února 2018     | nejlepší film                                             | Filmové hvězdy neumírají v Liverpoolu | nominace  |
| Women's Image Network Awards         | 6. února 2018     | nejlepší ženský herecký výkon v hlavní roli               | Annette Beningová                     | nominace  |